# Fuggerhuis (Ingolstadt)

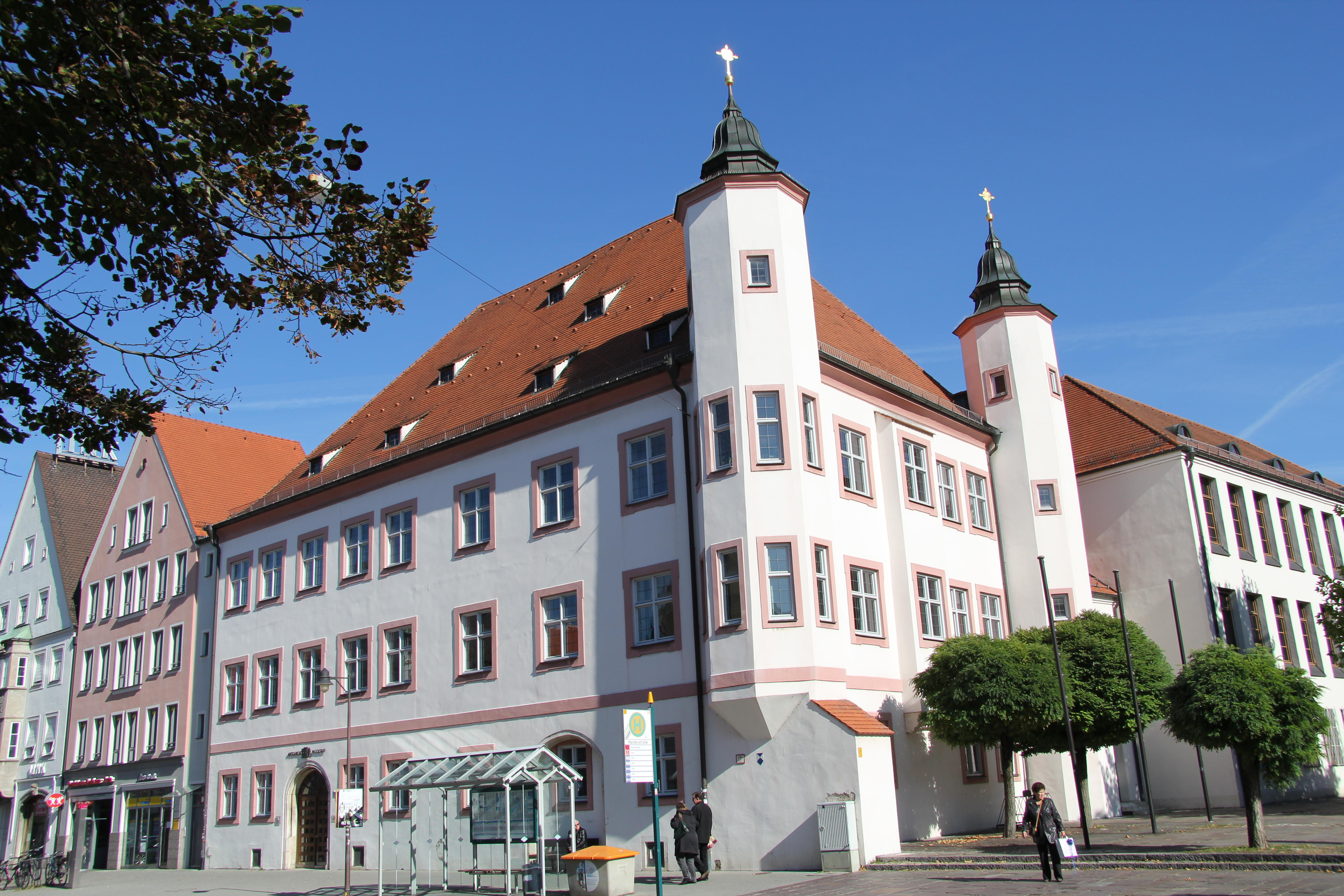
Fugger- of Kaisheimer Huis in Ingolstadt

Het Fuggerhuis (Duits:Stadtpalast der Fugger) of Kaisheimer Huis (Duits:Kaisheimer Haus) is een monumentaal gebouw in de Opper- Beierse stad Ingolstadt. Het gebouw is een hoekpand met drie verdiepingen, heeft een schilddak en erkertorentjes aan de fącade.Het is een voormalig stadspaleis of koopmanshuis/herenhuis van het bankiers- en koopmansgeslacht Fugger.Het stadspaleis is gelegen aan de Franziscanerplatz en de Harderstrasse.  Het gebouw ligt naast het vroegere fraciscanerklooster en schuin tegenover de   Franciscanenkerk. Het stadspaleis werd in 1600 voor de familie Fugger gebouwd en later verkocht aan het voormalige Cisterciënzerklooster, de  Abdij van Kaisheim. Tussen het franciscanerklooster en het stadspaleis stond eerder de Nepomukfontein. Deze fontein is later naar de binnenplaats van  het Neues Schloss in Ingolstadt  verplaatst. Het stadspaleis werd later verbouwd in de stijl van de Barok. Het gebouw wordt tegenwoordig gebruikt als een dependance van het Amtsgericht van Ingolstadt. 